# Velleia discophora
Velleia discophora är en tvåhjärtbladig växtart som beskrevs av Ferdinand von Mueller. Velleia discophora ingår i släktet Velleia och familjen Goodeniaceae. Inga underarter finns listade i Catalogue of Life.